# Croix Joubin
La croix Joubin, est située au croisement du faubourg Saint Michel et de la rue des Augustines à Malestroit dans le Morbihan.

## Historique
La croix fait l’objet d’une inscription au titre des monuments historiques depuis le 29 mars 1935.

## Architecture

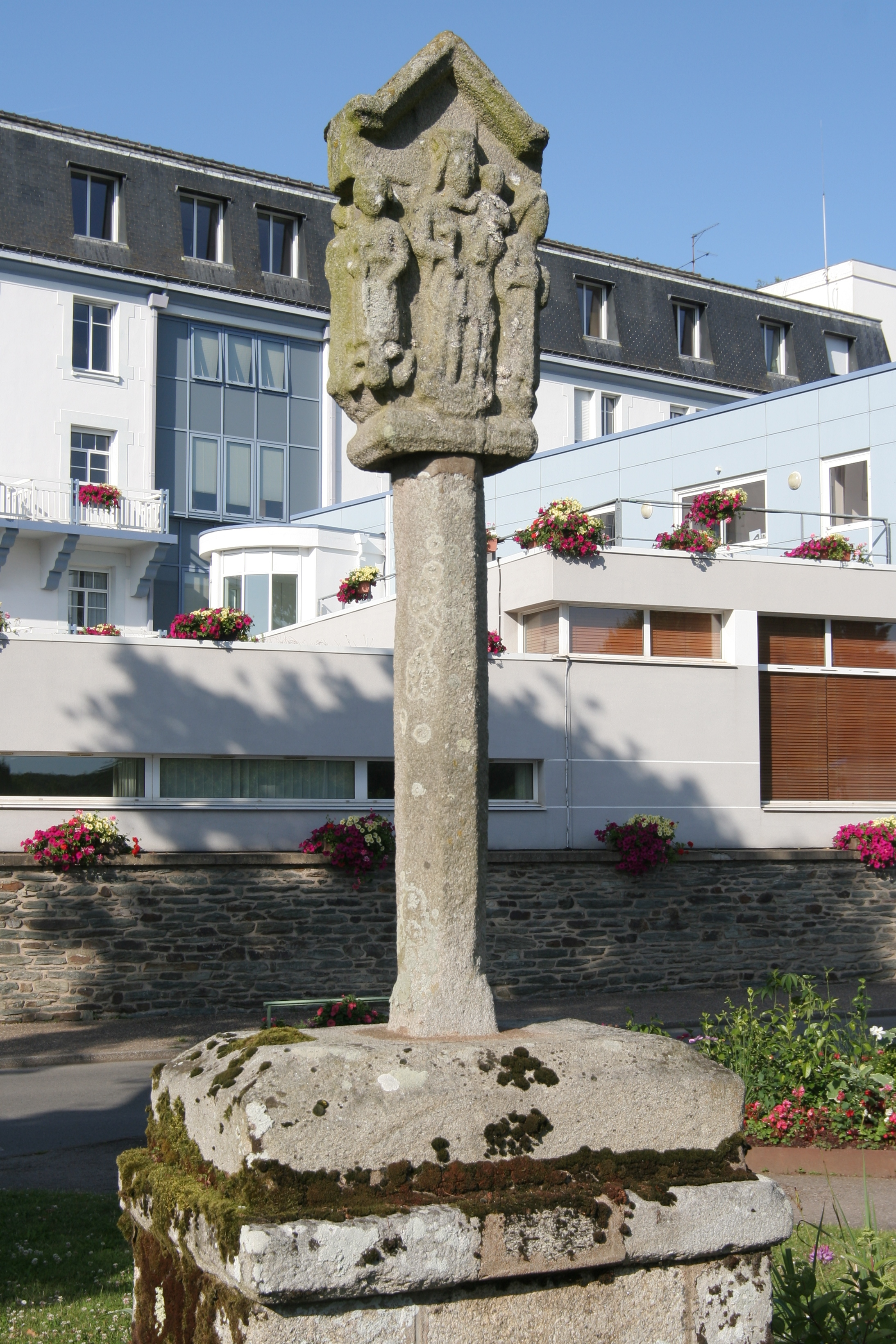
Face est
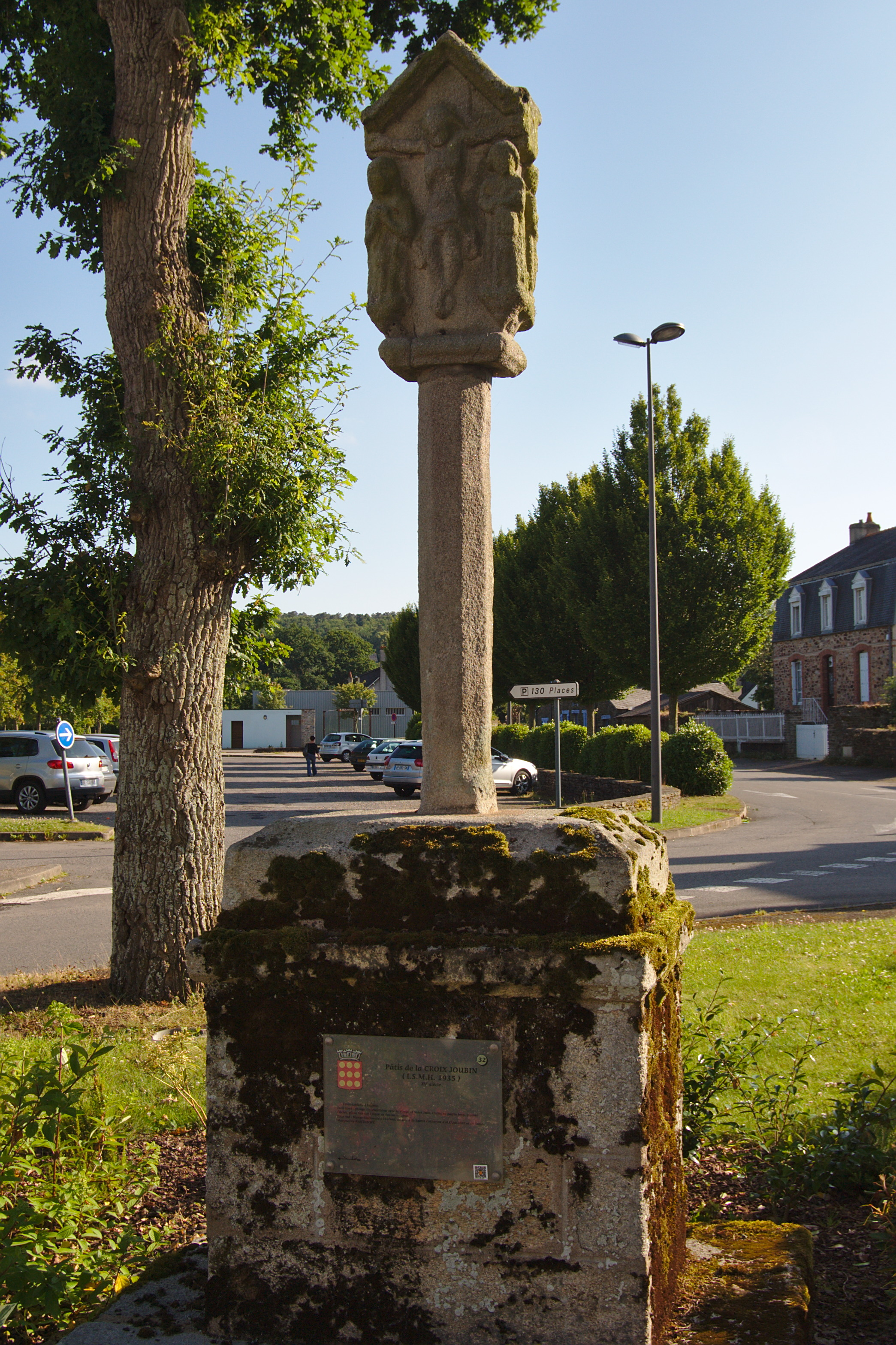
Face ouest

La croix est érigée sur un socle polygonal mouluré.
Au sommet du fût, deux reliefs sculptés figurent la Crucifixion et une Vierge couronnée avec l'Enfant Jésus sur son bras gauche.
Saint Jacques porte un sac de pèlerin.
Sainte Catherine d'Alexandrie est remarquable par son glaive.